# Tim Julian Wook

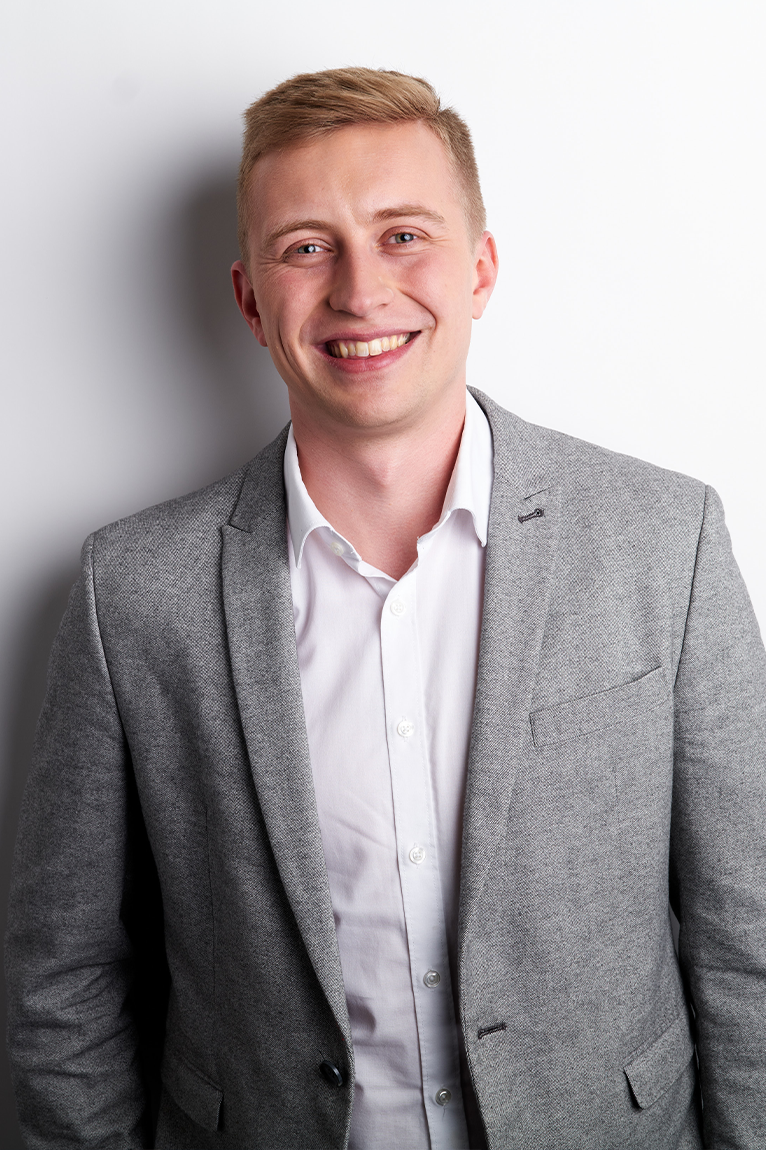
Tim Julian Wook (2022)

Tim Julian Wook (* 26. März 1995 in Hannover) ist ein deutscher Politiker (SPD) und seit 2022 direkt gewählter Abgeordneter des 19. Niedersächsischen Landtags.

## Leben und Beruf
Die Eltern Wooks sind beide im kirchlichen Kontext aktiv. So ist Tim Wooks Vater Falk Wook Pastor der evangelisch-lutherischen Kirchengemeinde „Zum Guten Hirten“ in Godshorn, seine Mutter Insa Becker-Wook Pressesprecherin des Stadtkirchenverbands Hannover.
Wook besuchte ab 2006 das Gymnasium Langenhagen und machte sein Abitur an der IGS Langenhagen im Jahr 2014. Nach dem Abitur war er Mitarbeiter beim Landtagsabgeordneten Marco Brunotte. An der Georg-August-Universität Göttingen studierte Wook ab 2015 im Anschluss die Fächer Politikwissenschaft und Volkswirtschaftslehre und schloss 2019 beide Studiengänge mit dem Bachelor of Arts ab. 2021 erlangte er zudem einen weiteren Bachelor of Arts in den Fächern Politikwissenschaft und Germanistik auf Lehramt, sowie einen Master of Arts im Fach Globale Politik. Während seines Studiums von 2019 bis 2021 war er Stipendiat der Friedrich-Ebert-Stiftung.
Während des Studiums arbeitete Wook von 2016 bis 2017 als wissenschaftlicher Mitarbeiter bei dem Bundestagsabgeordneten und SPD-Fraktionsvorsitzenden Thomas Oppermann. 2017 wurde Wook zunächst persönlicher Referent des Niedersächsischen Ministerpräsidenten und Vorsitzenden der SPD Niedersachsen Stephan Weil und arbeitete später von 2018 bis 2021 als sein Büroleiter. Von 2021 bis zu seiner Wahl als Landtagsabgeordneter arbeitete Wook als Büroleiter des Regionspräsidenten der Region Hannover Steffen Krach.

## Politische Tätigkeit
Tim Wook trat nach eigenen Angaben 2014 in die Sozialdemokratische Partei Deutschlands ein. Er ist seit 2019 Vorsitzender der SPD-Abteilung Godshorn und seit 2020 auch einer der beiden Vorsitzenden des SPD-Ortsvereins Langenhagen. Bei den Kommunalwahlen in Niedersachsen 2016 wurde Wook in den Ortsrat von Godshorn gewählt. Dort hatte er von 2016 bis 2021 das Amt des SPD-Fraktionsvorsitzenden inne.  Seit der Kommunalwahl in Niedersachsen 2021 ist Wook Ortsbürgermeister von Godshorn und Ratsherr der Stadt Langenhagen.
Bei der Landtagswahl in Niedersachsen 2022 trat er für die SPD auf Platz 23 der Landesliste an und zudem als Direktkandidat für den Wahlkreis Langenhagen. Diesen gewann er mit 34,7 % vor dem Kandidaten der CDU, der 32,4 % errang.

## Politische Positionen
Wook kämpft nach eigenen Aussagen für eine „stärkere Investition in den Bereichen der Pflege, Bildung und des günstigeren Wohnraums“. Den Klimawandel möchte Wook „sozial gerecht mithilfe der Einführung eines 365€-Tickets bekämpfen.“ Beim Thema der Energiesicherheit setzt sich Wook nach eigenen Angaben „für mehr Entlastungen für einkommensschwache Haushalte, Studierende, Auszubildende und Seniorinnen und Senioren durch ein Energiehilfe-Notfallfonds und höhere Energiekostenzuschüsse ein“.

## Mitgliedschaften
Wook ist nach eigener Aussage früh durch die Arbeit in der Kirchengemeinde Zum Guten Hirten sozialisiert worden. Er ist außerdem Mitglied bei der Arbeiterwohlfahrt (AWO), dem Deutschen Roten Kreuz (DRK) und der Vereinten Dienstleistungsgewerkschaft (Ver.di). Des Weiteren ist Wook Mitglied bei der Johanniter-Unfall-Hilfe, dem Schützenverein Godshorn und dem Schützenverein Kaltenweide. Fördermitglied ist Wook beim TSV Godshorn und TSV Krähenwinkel/Kaltenweide.

## Privates
Wook ist nach eigenen Angaben ledig, Mitglied der evangelisch-lutherischen Kirchen, hat einen jüngeren Bruder und wohnt in Godshorn.